# Al-Merikh FC Juba
L'Al-Merikh FC Juba és un club sud-sudanès de futbol de la ciutat de Juba.

## Palmarès
- Copa de Sudan del Sud de futbol[2]
  - 2018